# جبل الحليان
جبل الحِليان عبارة عن جبل بركاني خامد يقع في السعودية، ويقع تحديداً في حرة الهتيمة الواقعة في منطقة حائل. يبلغ ارتفاع الجبل نحو 1195 م.